# Kónyi János
Kónyi János (18. század második fele – 1792 körül) strázsamester, író és műfordító.

## Élete
Életviszonyairól keveset tudunk, mert kora írói nem vették figyelembe; valószínűleg protestáns és Baranya vármegyei származású volt, mert ezen megye főembereit s tisztviselőit jól ismerte, egyikét pártfogójának vallja (lásd alább az 5. számú munka ajánló levelét); ősei Tolna vagy Baranya vármegyéből származhattak, mert mindkét megyében van Kónyi helység és mai nap is élnek ott Kónyi nevűek.
Első munkája címlapján (1774) magát már hadi szolgának írja s ezentúl hűségesen kiteszi neve után a címét; 1772-ben strázsamester volt gróf Eszterházy Antal gyalogezredében. Szeretett olvasni s a mi szépet olvasott, mással is közölte. Ez az ösztöne tette íróvá. Nehéz szolgálatai közben éjjelezve dolgozott. Ezredével sokfelé megfordult. 1773-75-ben Budán, 1776 elején Prágában, végén Szigetvárt, 1780-ban Eszéken állomásozott. Ellenségei sokat keserítették a katonaságnál, talán írói hajlamait is rossz szemmel nézték. Legnagyobb vigasztalását ama verses levelezésből merítette, melyet Ányos Pállal folytatott, aki nem nézte le, sőt meleg barátságába fogadta «a magyar nemzet együgyű hadi szolgáját», amint Kónyi szokta magát munkáiban aláírni.
A katonáskodással járó testi sanyarúságokba belefáradva méltán vágyódhatott nyugalom után; kiszolgálta már 1785-ben a 12 éves capitulatiót; ekkor búcsút vehetett a katonai élettől és visszament hazájába s valószínűleg Pécsett, (hol nyomda is volt), vagy környékén telepedett le; itt adta ki 1786-ban 15. sz. munkáját; már ezen nem is fordul elő többet katonai rangja. Hosszú szünet után jelent meg utolsó munkája 1792-ben. Hihető, hogy a megerőltetett szellemi munka is (18 év alatt 16 önálló munkát írt) megtörte, beteggé tette s nemsokára meg is halt körülbelül 40 éves korában.

## Művei
- Orfeus és Euriditze. Némely különös musikákkal, és énekekkel gyönyörködtető játék, melyet az ujságokban gyönyörködő magyar ifjúságnak kedveért németből saját nyelvébe által tett … a nemes magyar hazának akkori együgyű hadi szolgája. Pest, (1774.) Előadták Kolozsvárt 1811. ápr. 24.
- Várta mulatság avagy Sarmant királynak, és Florinda kisasszonynak tündéres és ritka történeti, egyszersmind a jámbor életnek, és tiszta szeretetnek az irígység által való nyomorgattatásának, és az után mindeniknek érdeme szerént való meg-jutalmazásának rövid leábrázolása. Mellyet az ujságokban gyönyörködőknek kedvekért németből magyarra fordított… Mars zászlója alatt vitézkedőknek egyik hű tagja. Pozsony, 1774. (Előszó kelt Budán, 1773., D'Aulnayné Kék madarának egy német átdolgozása után készült. 1773. március 20-ai cenzúrai példánya a budapesti Egyetemi Könyvtárba került; Pozsony, 1809., Buda, 1831., 1859., Debreczen, 1860.)
- Unalmas időkre szabható mulató óra. Mellyel az örvendő és az újságokban gyönyörködő nem csak henye óráiban, hanem az olvasással kárt nem valló idejében-is magát kedveltethetőképen mutathatja. Mi-végre-is, a főtudománynyal hires neves embereknek német nyelven való irásiból kiszedegettetvén, magyarra fordított, Pest, év n. (Elöljáró beszédét írta Buda várában 1774-ben. Cenzúrai példánya szintén a budapesti Egyetemi Könyvtárban.)
- Keresztény tudományi elmélkedések. Buda, 1774
- Ábel Kain által lett halála. Geszner irásaiból magyarra fordította … hadi szolga. Pest, 1775. (Ajánló-levele kelt Budán Szent-Mihály havában és ajánlotta mintszent-falvi Petrovszki Sándor alezredesnek, kinek mint pártfogója élettörténetét, valamint atyjáét is leírja az ajánlásban; ez utóbbi egykor Baranyamegye viceispánja volt. Pest, 1778.)
- Díszes erkölcsekre tanító beszédek melylyeket nagyobb részszerint Marmontel irásiból öszveszedegetvén magyarra fordított. Pest, 1775. (A 3. sz. munkának külön czímlap kiadása. Marmontelnek három novellájával: Laurette, Havasi juhászné, Lausus és Lidie.)
- Gellert professornak erkölcsös meséi és előbeszéllései. Magyarra fordította. Pécs, 1776
- Magyar hadi roman, avagy gróf Zrinyi Miklósnak Sziget várában tett vitéz dolgai. Pest, 1779. (Négyes versekben írt történeti éposz.)
- Az első hajós. Egy eredeti énekes játék két felvonásban. Geszner irásiból magyarra fordított … strása-mester. Buda, 1780. (Dafnis és az első hajós cz. Uo. 1797.)
- A háládatos protestáns az őtet szenvedhető császárjához. Magyarra fordította K. J. Buda, 1782. (Der dankbare Protestant gegen seinen duldenden Kaiser. Von J. A. v. W. Josepho II. tleranti. Pressburg 1781. cz. munka ford.)
- Gróf Valtron avagy a subordinátzio. Egy szomorú játék öt részekben foglalva, magyarra fordította … strásamester. Pest, 1782. (Müller Ferdinand Henrich után ford. Ism. M. Hirmondó 35. sz. Előadták Budán 1784. nov. 14. a német szintársulat igazgatói Mayer János és Dittelmayer Teréz magyarul játszották el ezen szinművet; 1792. júl. 13., aug. 23., 1793., 1795., Pesten 1809., 1811-12., Debreczenben 1799. október 5-én, 8., Kolozsvárt 1804. április 19-én, 1806. április 26-án, 1840. szeptember 20., Marosvásárhelyt 1806. jún. 28.)
- A mindenkor nevető Democritus, avagy okos leleményű furcsa történetek, melyeket a bánattyokat felejteni kivánó jámborok kedvekért szedegetett öszve. Két részben. Budán, 1782. (Uo. 1784., 1785., 1796., 1815. Uo.; II. darab. Uo. 1786., 1792., a II (1785.) kötetben a kiadó özv. Landerer Katalin a Tudósításban tudtul adja, hogy augusztusban meg fog jelenni a Florent és Lion és ezt írja: «Ha a magyar könyvszerzők szándékoznának jó materiábúl álló könyveket nékem kinyomtatásra küldeni, szerencsének fogok tartani. Már az érdeme szerint megjutalmaznám.» Ez is eléggé megmagyarázza azt, miért nyomtatta Kónyi legtöbb munkáját Budán Landerernél.
- XIV-ik Kelemen pápának ama nagy emlékezetű Ganganellinek levelei. Magyarra fordította … gróf Eszterházi Antal regementjének strásamestere. Buda, 1783. (Előszavában így ír: «Ha ezen csekély munkámnak első részét kellemetességgel venni tapasztalandom, tehát a következendőt is utána bocsátani kitelhetőképen igyekezem.» Azonban a II. rész- nem jelent meg. Ezen munkát gróf Carractioli franciául írta.)
- Ártatlan mulatság, avagy Flórentz és Lion vitézeknek a mint-is Martzebilla török kisasszonynak ritka példájú története. Buda, 1785. (Censurai péld. a bpesti egyet. könyvtárban. Nagyvárad, 1810., Hozzá-adattatott az Epikurus élete is, 1831., Buda, 1833., 1853., 1857., 1859., Szarvas, 1854., Gyula, 1857., Debrecen, 1864. Octavianus császár c. a CVI. században kedvelt francia és német regény után.)
- A parasztember Magyar országban micsoda és mi lehetne; egy jó rendbe szedett falunak rajzolatjával egyetemben. Sámuel Teschedik által. Most pedig németbül magyarra fordította. Pécs, 1786. Egy tábla rajzzal.
- Elme-futtatások. Avagy Bellebellének és Kárpillónak tündéres történetei. Buda, 1792